# Charles Proteus Steinmetz
Charles Proteus Steinmetz (Breslau, 9 april 1865 – Schenectady, 3 oktober 1923) was een Duits-Amerikaanse wiskundige en elektrotechnisch ingenieur. Hij was een voorvechter van de ontwikkeling van wisselstroom die de uitbreiding mogelijk maakte van de elektriciteitsindustrie in de Verenigde Staten door voor technici wiskundige theorieën te formuleren.
Hij deed baanbrekende ontdekkingen op het gebied van hysterese, waardoor elektrotechnici betere elektromotoren konden ontwerpen voor industriële toepassingen. Daarnaast hield Steinmetz zich speciaal bezig met hoogspanningsverschijnselen, onder andere blikseminslag.

## Vroege jeugd
Hij werd geboren als Karl August Rudolph Steinmetz in Breslau (Neder-Silezië, Pruisen) als zoon van Karl Heinrich Steinmetz en Caroline Neubert. Steinmetz leed aan dwerggroei, had een bochel en heupdysplasie, net zoals zijn vader en grootvader.
Hij ging naar het het Johannesgymnasium en deed zijn onderwijzers versteld staan door zijn bekwaamheid in wiskunde en natuurkunde. Hij ging daarna naar de Universiteit van Breslau in 1883. In 1888 stond hij op het punt te promoveren toen hij door de Pruisische politie werd gezocht.
Hij had de aandacht getrokken van de autoriteiten door zijn activiteiten in een socialistische universitaire groep en door artikelen die hij heimelijk had geschreven voor een lokale socialistische krant. (Socialistische bijeenkomsten en kranten waren bij wet verboden door Bismarck) Hij vluchtte naar Zürich om arrestatie te voorkomen en toen zijn verblijfstatus verstreek emigreerde hij naar de Verenigde Staten.

## Carrière
In juni 1889, kort naar zijn aankomst ging hij werken voor Duitse immigrant Rudolf Eickemeyer in Yonkers, New York waar hij publicaties schreef op het gebied van magnetische hysterese. Eickenmeyer ontwierp transformatoren die gebruikt werden voor het transporteren van elektriciteit tussen verschillende mechanische en elektrische apparaten.
In 1893 werd Eickenmeyers bedrijf, samen met alle patenten en ontwerpen, overgenomen door het pas opgerichte bedrijf General Electric Company van Thomas Edison. Datzelfde jaar deed Steinmetz zijn grootste bijdrage aan het genootschap van elektrotechnici: in een presentatie legde hij de wiskundige beschrijving uit van wisselstroomverschijnselen die nog niet eerder waren uitgelegd aan of begrepen door eerdere technici.
Dit stelde technici in staat om over te gaan van ontwerpen van elektrische motoren op basis van "trial and error" naar de best mogelijke motorontwerpen. Elektromotoren die – ondersteund door Steinmetz' wiskundige modellen – nu eerst op papier konden worden ontworpen voordat ze geconstrueerd werden.
In 1894 verhuisde General Electric naar Schenectady, New York en Steinmetz werd bevorderd tot hoofd van de rekenafdeling. Hier droegen zijn collega's wiskundige problemen aan die struikelblokken vormden voor hun projecten. Als hij zijn medewerkers niet hoefde te helpen werkte hij aan zijn eigen elektrotechnische experimenten.
Op zijn advies en met steun van medeoprichter Elihu Thomson en twee andere topleidinggevenden van GE, werd een onderzoekslaboratorium opgericht met als doel nieuwe producten te ontwikkelen. Samen met de van het MIT afkomstige Willis Rodney Whitney, en later ook andere wetenschappers, begonnen ze in een schuur achter Steinmetz' woonhuis met het zoeken naar betere alternatieven voor de kooldraadlamp.

### Bliksem
Een van Steinmetz' grootste onderzoeksprojecten draaide om bliksem en de verschijnselen ervan. Hij deed er systematisch onderzoek naar, wat resulteerde in experimenten met handmatig opgewekte bliksem in zijn laboratorium – en publiceerde dit werk. Steinmetz werd de "Smeder van bliksem" genoemd omdat hij de eerste was die bliksem kunstmatig wist te creëren in zijn General Electric (voetbalveldgrote) laboratorium met 120.000 volt hoogspanningsgeneratoren.
Ook richtte hij een bliksemtoren op voor het aantrekken van bliksem en bestudeerde de patronen en effecten van blikseminslag op een boomstronk en in een gebroken spiegel. Dit resulteerde in verscheidene theorieën en ideeën (zoals het effect van bliksem op plantengroei en wisselstroompolen).

### Elektrisch voertuig
Steinmetz was geïnteresseerd in alles wat met elektriciteit te maken had, inclusief elektrisch aangedreven auto's. Hij was ervan overtuigd dat een elektrisch automobiel kon concurreren met een benzineauto, zoals de populaire Ford Model T. In 1917 werd de Dey electric roadster op de markt gebracht, gebaseerd op enkele ingenieuze ideeën van Steinmetz. Door de geringe consumentenvraag naar elektrische voertuigen werd deze auto geen commercieel succes en binnen het jaar stopte de productie.
In 1920 was Steinmetz betrokken bij de oprichting van de Electric Motor Car Corporation met de bedoeling om een vrachtwagen, een bestelbus en een 5-persoons automobiel te ontwikkelen en te produceren. Hoewel er een aantal prototypes zijn gemaakt en getest – als publiciteitsstunt beklom in 1922 een elektrische lichtgewicht vrachtwagen een steile heuvel nabij Brooklyn – werd er veel te weinig verkocht en niet lang na de dood van Steinmetz in 1923 ging het bedrijf failliet.

## Privé

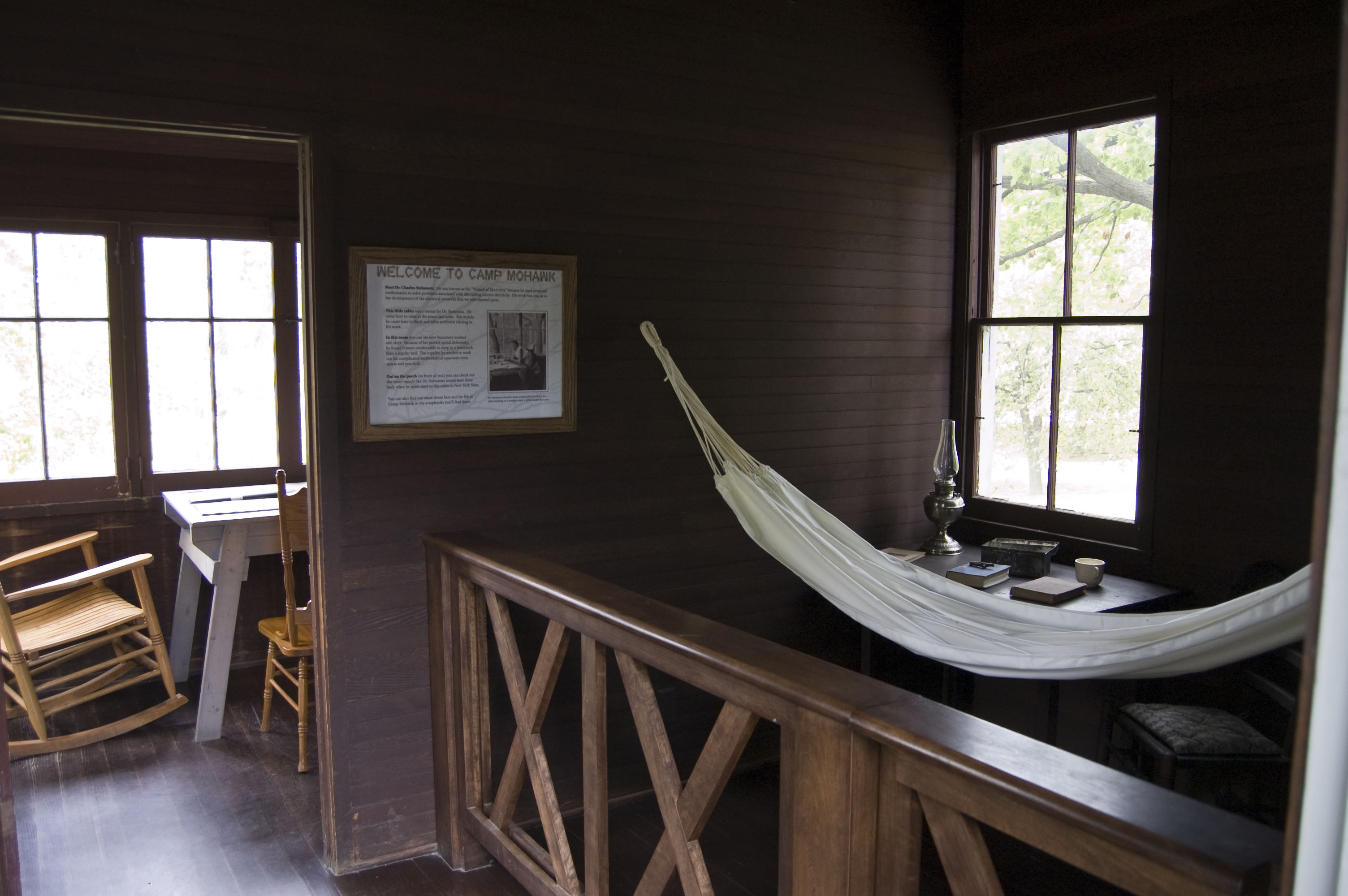
Interieur Steinmetz' hut

Steinmetz is nooit getrouwd geweest, bang dat zijn erfelijke ziekte zou worden overgedragen op zijn kinderen. Daarentegen werd hij de peetvader van een jonge technicus, Joseph LeRoy Hayden, en woonde hij bij Haydens gezin in. Nabij Schenectady, aan de oever van de rivier Mohawk, liet hij een houten kampeerhut bouwen waar hij zomers zijn werk deed en verschillende gasten ontving.

### Latere jaren
Steinmetz was voorzitter van de onderwijsraad en van de gemeenteraad van Schenectady. Van 1901 tot 1902 was hij ook voorzitter van het American Institute of Electrical Engineers (AIEE) en van 1902 tot 1923 deeltijdhoogleraar aan het Union College, terwijl hij bleef werken voor General Electric Company. In 1922 werd hij door de AIEE gevraagd om zitting te nemen in een commissie voor het vastleggen van nieuwe elektrische standaarden. Hij vroeg zijn vriend Benjamin Lamme om ook in deze commissie deel te nemen.
Steinmetz was erelid en adviseur van de studentenvereniging Phi Gamma Delta van Union College (Een van de eerste huizen met elektriciteit was het studentenhuis van Phi Gamma Delta). Tevens was hij korte tijd lid van de Technical Alliance. In 1914 ontving hij de Cedergren Medal.
Steinmetz overleed op 26 oktober 1923, 58 jaar oud en werd begraven op Val Cemetery, Schenectady. In 1977 werd Steinmetz voor zijn uitvinding op het gebied van de wisselstroom postuum opgenomen in de National Inventors Hall of Fame.